# 山幸彦と海幸彦

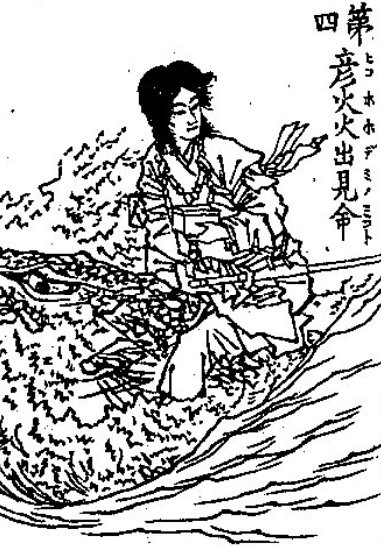
音川安親編 万物雛形画譜
ホオリ（ヒコホホデミ）。

山幸彦と海幸彦（やまさちひことうみさちひこ）は『記紀』において、天孫族と隼人族との闘争を神話化したもの。主に「海幸山幸（うみさちやまさち）」と呼ばれる。

## 概要
古代日本において、現在の九州南部にあった襲国に本拠地を構え、ヤマト王権に抵抗したとされる熊襲の平定服従を元に説く日向神話（ひむかしんわ）に登場する。
山幸彦がホオリ（火遠理命）であり、神武天皇の祖父であるとされる。
海幸彦がホデリ（火照命）であり、隼人の阿多君の祖神とされ、末裔が、阿多・大隅（現在の鹿児島県本土部分）に居住した隼人族であるとされる。
なお、この神話は日本書紀を編纂した天武天皇が設定したとする説がある。また仙郷滞留説話・神婚説話・浦島太郎の話の元になっているとされる。こうした話は、日本各地に「海彦と山彦」として伝えられている。
比較神話学では、日本神話が、ポリネシア・ミクロネシア・インドネシアなど、南太平洋の島々の原住民に伝わる神話と、きわめてよく似た話を多く含むことが、知られている。なかでも、「イザナギ・イザナミ」を主人公とする「国生み神話」と、「海幸彦・山幸彦」などで代表される「日向神話」とが、よく似ている。両者とも、海を舞台にしていることから、「黒潮の流れに沿って南洋から島伝いに伝播した」と、考えられている。「海幸彦・山幸彦」の話は、ミクロネシアのパラオ島、インドネシアのケイ諸島とスラウェシ島のミナハッサの話と、似ている。「主人公が魚釣りの最中に、魚に取られてしまった釣り針の返却をきびしく要求されて、しかたなく海底に赴き、探索の末に首尾よく魚の喉のに突き刺さっていた針を取り戻して陸に帰り、彼に針を返せと難題を言った人物に仕返しをする」、という話である。他にも、いくつかの特異な細目でよく似ており、単なる偶然とは考えられず、「海幸彦・山幸彦」神話と南方系神話との間に、親縁関係があるのは確実である。
記紀の名称表記
山幸彦 - 火遠理命（古事記）・彦火火出見尊（日本書紀）
海幸彦 - 火照命（古事記）・火闌降命（日本書紀）
名前のごとく、山の猟が得意な山幸彦（弟）と、海の漁が得意な海幸彦（兄）の話である。兄弟はある日猟具を交換し、山幸彦は魚釣りに出掛けたが、兄に借りた釣針を失くしてしまう。困り果てていた所、塩椎神（しおつちのかみ）に教えられ、小舟に乗り「綿津見神宮（わたつみのかみのみや）」（又は綿津見の宮、海神の宮殿の意味）に赴く。
海神（大綿津見神）に歓迎され、娘・豊玉姫（豊玉毘売命・とよたまひめ）と結婚し、綿津見神宮で楽しく暮らすうち既に3年もの月日が経っていた。山幸彦は地上へ帰らねばならず、豊玉姫に失くした釣針と、霊力のある玉「潮盈珠（しおみつたま）」と「潮乾珠（しおふるたま）」を貰い、その玉を使って海幸彦をこらしめ、忠誠を誓わせたという。この海幸彦は交易していた隼人族の祖と考えられる。
その後、妻の豊玉姫は子供を産み、それが鵜草葺不合命（うがやふきあえずのみこと）であり、山幸彦は神武天皇の祖父にあたる。

## あらすじ

### 古事記

#### 海佐知毘古と山佐知毘古
古事記では火照命（ほでりのみこと）は海佐知毘古（うみさちびこ）（漁師）として大小の魚をとり、火遠理命（ほおりのみこと）は山佐知毘古（やまさちびこ）（猟師）として大小の獣をとっていた。火遠理命は兄の火照命に互いの道具の交換を提案した。火照命は三度断ったが、少しの間だけ交換することにした。火遠理命は兄の釣針（海佐知）で魚を釣ろうとしたが1匹も釣れず、しかもその釣針を海の中になくしてしまった。兄の火照命も獲物をとることができず、「山佐知も己が佐知さち、海佐知も己が佐知さち（山の幸も海の幸も、自分の道具でなくては得られない）」と言って自分の道具を返してもらおうとした。火遠理命が釣針をなくしたと告げると、火照命は火遠理命を責め取り立てた。火遠理命は自分の十拳劔から1000の釣針を作ったが、火照命は「やはり元の釣針が欲しい」として受け取らなかった。
火遠理命が海辺で泣き悲しんでいると、塩椎神（しおつちのかみ。潮流の神）がやって来た。火遠理命が事情を話すと、塩椎神は小船を作って火遠理命を乗せ、綿津見神（海神・わたつみ）の宮殿へ行くように言った。

#### 綿津見神の宮殿
綿津見神の宮殿へ行き、そこで待っていると、海神の娘の豊玉毘売命の侍女が水を汲みに外に出て来た。火遠理命が水を求めたので、侍女が水を器に入れて差し出すと、火遠理命は水を飲まずに首にかけていた玉を口に含んでその器に吐き入れた。すると玉が器にくっついて離れなくなったので、侍女は玉のついた器を豊玉毘売命に差し上げて、事情を話した。
不思議に思って外に出た豊玉毘売命は、火遠理命を見て一目惚れした。父である海神も外に出て、そこにいるのが天孫邇々芸命（ににぎ）の子の虚空津日高（そらつひこ・火遠理命の尊称）であると言い、すぐに豊玉毘売命と結婚させた。こうして、海神の元で三年間暮らした。
三年たって、火遠理命はここに来た理由を思い出し、深い溜息をついた。海神が溜息の理由を問うたので、火遠理命は事情を話した。

#### 火照命の服従
海神が魚たちを集め、釣針を持っている者はいないかと問うと、赤鯛の喉に引っかかっているとわかった。海神は釣針と鹽盈珠（しおみちのたま）・鹽乾珠（しおひのたま）を火遠理命に差し出し、「この釣針を兄に返す時、『この針は、おぼ針、すす針、貧針、うる針（憂鬱になる針、心が落ち着かなくなる針、貧しくなる針、愚かになる針）』と言いながら、手を後に回して渡しなさい。兄が高い土地に田を作ったらあなたは低い土地に、兄が低い土地に田を作ったらあなたは高い土地に田を作りなさい。兄が攻めて来たら鹽盈珠で溺れさせ、苦しんで許しを請うてきたら鹽乾珠で命を助けなさい」と言った。そして和邇（わに/ここでは短い龍)に乗せて送って差し上げた。その和邇は今は佐比持神（さいもちのかみ）という。
火遠理命は海神に言われた通りに釣針を返し、言われた通りに田を作った。海神が水を掌っているので、火照命の田には水が行き渡らず、火照命は貧しくなっていった。さらに火照命が荒々しい心を起こして攻めて来た。すると火遠理命は塩盈珠を出して溺れさせ、火照命が苦しんで許うと、塩乾珠を出して救った。これを繰り返して悩み苦しませると火照命は頭を下げて、火遠理命を昼夜お守りすると言った。

#### 豊玉毘売命の出産
豊玉毘売命は海宮で懐妊したが、天神の子を海の中で産むわけにはいかないとして、陸に上がってきた。浜辺に産屋を作ろうとしたが、茅草がわりの鵜の羽を葺き終えないうちに産気づいたため、産屋に入った。豊玉毘売命は、「他国の者は子を産む時には本来の姿になる。私も本来の姿で産もうと思うので、絶対に産屋の中を見ないように」と彦火火出見尊に言う。
しかし、火遠理命はその言葉を不思議に思い産屋の中を覗いてしまう。そこに豊玉毘売命が姿を変えた八尋和邇（やひろわに）が腹をつけて蛇のごとくうねっているのを見て恐れて逃げ出した。
豊玉姫は彦火火出見尊に覗かれたことを恥じて、生まれた子を置いて海に帰ってしまう。その生まれた御子を天津日高日子波限建鵜葺草葺不合命（あまつひこひこなぎさたけうかやふきあへず）と言う。
しかしその後、火遠理命が覗いたことを恨みながらも、御子を養育するために妹の玉依毘賣を遣わし、託した歌を差し上げ、互いに歌を詠み交わした。

### 日本書紀第十段
日本書紀巻二の'本文では、兄（え）の火闌降命には自（おの）ずから海幸(釣針)があり、弟（おと）の彦火火出見尊には自づから山幸(弓矢)があった。はじめに兄弟二人（ふたはしら）は語り合い「試（こころみ）に幸（さち）易（か）えんと欲（おも）う」と交換したが、どちらも獲物を得られなかった。兄は悔やんで弟の弓箭（ゆみや）を返し、自分の釣針を求めた。弟は兄の釣針を失していて、探し出せなかった。そこで別の釣針を作って兄に渡したが、兄は許さず、元の釣針を要求する。悩んだ弟は、自分の横刀（たち）から釣針を作り、一箕（ひとみ）に山盛りにして渡したが、兄は怒って、「我が故（もと）の鉤（ち）に非（あらず）ば、多（さわ）なりといえども取らず」と言い、ますます責めた。
故に彦火火出見尊は深く憂（うれ）い苦しみ、海辺に行って吟（さまよ）った。すると、そこで出会った塩土老翁が「また憂うること勿（なか）れ。我、まさに汝が為に計らん」と言って、無目籠（まなしかたま）を作り、彦火火出見尊を籠に入れて海に沈めた。すると自然（おのず）から可怜小汀（うましおはま）に着いた。そこで籠を棄てて進むと、すぐに海神の宮に行き着く、とある。
その宮は雉（たかがきひめがき）整頓（ととの）いて臺宇（たかどの）玲瓏（てりかかや）いていた。門の前の井戸のほとりに湯津杜（ゆつかつら）の樹があって枝・葉、扶疏（しきも）いて（広げて）いた。彦火火出見尊がその樹の下に進んで、徙倚（よろぼ）い彷徨（さまよ）っていると、一人の美人（おとめ）が扉を開けて出て来た。そして玉鋺（たまのまり）（綺麗なお椀）に水を汲もうとしたので、擧目（あお）いで見つめた。そこで美人は驚いて帰り戻り、その父母（かぞいろは）に、「一（ひとり）の希（めずら）しき客（ひと）有り。門の前の樹の下に在り」と申し上げた。
そこで、海神は八重の畳を重ね敷いて招き入れ、坐（まし）て定（しず）ませ、来た理由を尋ねた。彦火火出見尊は事情を話した。聞いた海神が大小の魚を集めて問いただすと、皆は、「識（し）らず。ただ赤女（あかめ）（鯛の名）　比のごろ口の疾（やまい）有りて来たらず」と言う。召してその口を探すと、失った釣針が見つかる、とある。
そうして彦火火出見尊は海神の娘の豊玉姫を娶り、海の宮に住んで三年が経った。そこは安らかで楽しかったが、やはり故郷を思う心があり、たまにひどく太息（なげ）き（溜息をつく）ことがあった。豊玉姫はそれを聞いて、その父に、「天孫（あめみま）悽然（いた）みて數（しばしば）歎く。蓋（けだ）し土（くに）を懐しむ憂いありてか」と語った。海神は彦火火出見尊を招くと、「天孫若（も）し郷に還らんと欲わば、我、まさに送り奉らん」と従容（おもむろ）に語り、すでに探し出した釣針を渡して、「此の鉤（ち）を以ちて汝が兄（え）にあたえん時は、ひそかにこの鉤（ち）を呼びて『貧鉤（まぢち）』と曰いて、然る後にあたえたまえ」と教えた。また、潮満瓊（しおみつたま）と潮涸瓊（しおひのたま）を授けて、「潮満瓊（しおみつたま）を漬（つ）けば、潮、たちまち満つ。これを以ちて汝が兄を溺（おぼ）せ。若し兄が悔（く）いて祈（の）らば、還りて潮涸瓊（しおひのたま）を漬（つ）けば、潮、自ずから涸（ひ）ん。これを以ちて救いたまえ。如此（かく）逼（せ）め惱まさば、汝が兄は自ずから伏（したが）わん」と教えた。そして帰る時になり、豊玉姫は天孫に、「妾はすでに娠（はらみ）ぬ。まさに産（こうむ）こと久しからず。妾、必ず風・濤の急峻（はや）き日を以ちて、海濱（うみのへ）に出で到らん。請（ねが）わくは、我が為に産室（うぶや）を作りて相い持ちたまえ」と語った。
　
彦火火出見尊は元の宮に帰り、一（ひとつ）（まるごと）海神の教えに従った。すると兄の火闌降命は厄い困（なやま）されて自ら平伏し、「今より以後、吾は汝が俳優（わざおさ）の民となさん。請（ねが）わくは施恩活（いけたまえ）」と言った。そこで、その願いの通りに容赦した。その火闌降命は、吾田君（あたのきみ）小橋（おはし）等が本祖（もとつおや）である。
その後、豊玉姫は前（さき）の約束通り、その女弟（いろど）の玉依姫を連れて、波風に逆らって海辺にやって来る。産む時が迫ると、「妾、産（こうむ）時、幸（ねが）はくは看ること勿（なか）れ」と頼んだ。天孫が忍ぶ能（あた）わず、こっそり訪れて覘（うかが）う。豊玉姫は産もうとして龍に姿を変えていた。そして大いに恥じて、「如（も）し我を辱（はずか）しめず有れば、則ち海（うみ）陸（くが）相い通わしめて、永く隔て絶ゆること無し。今、既に辱（はずか）しめつ。まさに何を以ちてか親しく昵（むつま）じき情（こころ）を結ばんや」と言って、草（かや）で御子を包んで海辺に棄て、海途（うみぢ）を閉（とざ）してすぐに去りき。そこで、その子の名を彦波瀲武盧茲草葺不合尊（ひこなぎさたけうがやふきあえずのみこと）と言う。その後、しばらくして彦火火出見尊が亡くなられた。日向（ひむか）の高屋山（たかやのやま）の上の陵（みささぎ）に葬りまつる、とある。

#### 一書（一）
兄（え）火酢芹命（ほのすせり）はよく海幸を、弟（おと）の彦火火出見尊はよく山幸を得た。ある時、兄弟はお互いの幸（さち）を取り換えようと思った。そこで兄は弟の幸弓（さちゆみ）を持ち、山に入って獣（しし）を探したが、獣の足跡さえ見つからなかった。弟も兄の幸鉤（さちち）を持ち、海に行って魚を釣ったが、全く釣れず、しかもその釣針を失ってしまった。この時、兄が弟の弓矢を返して自分の釣針を求めると、弟は患（うれ）い、帯びていた横刀で釣針を作り、一箕に山盛りにして兄に渡した。兄はこれを受け取らず、「猶（なお）我が幸鉤を欲す」と言った。そこで彦火火出見尊は、どこを探していいかもわからず、ただ憂え吟うことしか出来ずにいた。
そして海辺に行き、彷徨い嗟嘆（なげ）いていると、一人の長老（おきな）が現れ、自ら塩土老翁と名乗り、「君はこれ誰ぞ。何の故にかここに患（うれ）うるや」と尋ねたので、彦火火出見尊は事情を話した。老翁が袋の中の玄櫛（くろくし）を取り、地面に投げつけると、五百箇竹林（いほつたかはら）と化成った。そこで竹を取り、大目麁籠（おおまあらこ）を作り、火火出見尊（ほほでみ）を籠の中に入れ、海に投げ入れる。あるいは、無目堅間（まなしかたま）（竹の籠）を以ちて浮木（うけき）（浮かぶ木舟）を作り、細い縄で彦火火出見尊を結びつけて沈めたと言う、とある。
すると、海の底に自ずから可怜小汀があり、浜の尋（まにま）進むと、すぐに海神の豊玉彦（とよたまひこ）の宮に辿り着いた。その宮は城闕（かきや）崇（たか）く華（かざ）り、樓（たかどの）臺（うてな）壮（さかり）に麗（うるわ）かった。門の外の井戸のほとりの杜樹（かつらのき）の下に進んで立っていると、一人の美人が現れた。容貌（かたち）世に絶（すぐ）れ、従えていた侍者（まかたち）たちの中から出て来て、玉壺（たまのつぼ）に水を汲もうとして彦火火出見尊を仰ぎ見た。そこで驚いて帰り、その父（かぞ）の神に、「門の前の井の邊の樹の下に一の貴き客（まろうと）有り。骨法（かたち）常に非ず。若し天より降れらばまさに天垢（あまのかわ）有り、地より來たれらばまさに地垢（ちのかわ）有るべし。まことにこれ妙美（うるわ）し。虚空彦（そらつひこ）なる者か」と申し上げた。
あるいは、豊玉姫の侍者が玉壺に水を汲もうとしたが、満たすことができなかった。井戸の中を覗き込むと、逆さまに人の咲う顔（笑顔）が映っていた。そこで仰ぎ見ると、一人の美しい神がいて杜樹に寄り立っていた。そこで帰り戻ってその王（きみ）に申し上げたと言う。そこで豊玉彦が人を遣わして、「客、これ誰ぞ。何を以ちてかここに至る」と尋ねると、火火出見尊は、「我はこれ天神（あまつかみ）の孫（みま）也」と答えて、そのやって来た理由を語った。すると海神は出迎えて拝（おろが）み、招き入れて慇懃（ねんごろ）（丁重）に慰め奉る。そして娘の豊玉姫を妻とさせた。そして海の宮に住んで３載（みとせ）（３年）が経った、とある。
その後、火火出見尊は數（しばしば）歎息があった。豊玉姫が、「天孫、豈（も）し故郷（もとのくに）に還らんと欲すや」と尋ねると、「然（しか）り」と答えた。豊玉姫は父の神に、「ここに在りし貴き客は、上國（うはつくに）に還らんと意望欲（おもお）す」と申し上げた。海神は海の魚たちをすべて集め、その釣針を求め尋ねると、一尾の魚が「赤女（あかめ）久しく口の疾（やまい）有り。或は云う、赤鯛。疑うらくはこれが呑めるか」と答えた。そこで赤女を呼んでその口を見ると、釣針がまだ口の中にあった。すぐにこれを取り、彦火火出見尊に渡して、「鉤を以ちて汝が兄にあたえん時は、則ち詛（とご）いて『貧窮（まぢ）の本（もと）、飢饉（うえ）の始め、困苦（くるしみ）の根（もと）』と言いて、しかる後に之をあたうべし。　又、汝が兄海を渉る時に、吾は必ず迅風（はやち）洪濤（おおなみ）を起こして、其をして没溺（おぼ）れ辛苦（たしな）ません」と教えた。そして火火出見尊を大鰐に乗せて、本郷（もとつくに）に送り届けた。
これより前、別れる時に、豊玉姫は、「妾、すでにに有身（はら）めり。まさに風・濤（なみ）はやき日を以ちて、出でて海邊に到らん。請（こ）う、我がために産屋を造りて待ちたまえ」と従要に語った。その後、豊玉姫はその言葉通りにやって来て、火火出見尊に、「妾、今夜（こよい）産（こう）まんとす。請う、臨（みる）こと勿（なか）れ」と申し上げた。火火出見尊は従わず、櫛に火を灯して覗いた。すると豊玉姫は八尋（やひろ）の大き熊鰐（わに）に姿を変え、匍匐（はらば）い逶（もごよ）っていた。そこで豊玉姫は辱しめを受けたと恨み、ただちに海郷（わたつみのくに）に帰るが、その妹の玉依姫を留めて御子を持養（ひだ）させた。子の名を彦波瀲武盧茲草葺不合尊と呼ぶ理由は、その浜辺の産屋の屋根を、すべて鵜の羽を草葺（かやふき）にできないうちに子が生まれたので、そう名付けた、とある。

#### 一書（二）
彦火火出見尊が門の前の井戸のほとりの百枝（ももえ）の杜樹（かつらのき）に跳び昇りて立る。すると海神の女（むすめ）手に玉鋺（たまのまり）を持ちやって来て水を汲まんとする。人の影が井戸の中にあるのを見て、仰ぎ見るや、驚いてお椀を落とした。お椀は砕け散ったが、顧（かえりみ）ずして帰り戻り、父（かぞ）母（いろは）に、「妾、一の人、井の邊（ほとり）の樹の上に在るを見たり。顔色（かお）甚（はなは）だ美（うるわ）し。容貌また閑（みやび）たり。殆（ほとほと）に常の人に非（あら）ず」と語った。すると父の神はこれを聞いて奇（あやし）く思い、八重の席（たたみ）を設けて迎え入れ、坐して定まりてからやって来た理由を尋ねた。彦火火出見尊が事情を全て話すと、時に海神（わたつみ）便ち憐みの心を起こしてことごとく鰭廣（はたのひろもの）鰭狹（はたのさもの）を召して尋ねた。「知らず。ただ、赤女のみ口の疾（やまい）有りて来たらず」　または「口女、口の疾有りと」と皆言った。そこで急（すみやか）に召しその口を探すと、失った釣針がすぐに見つかった。そこで海神は「おれ（こら）口女は今より往（ゆくさき）、餌を呑むことを得じ。又、天孫の饌（みあえ）に預（あず）かるを得じ」と禁じた、とある。
彦火火出見尊が帰る時になり、海神は、「今は、天神の孫、辱（かたじけなく）も吾が處に臨（のぞ）みて、心の中（うち）の欣慶（よろこび）、何（いつ）の日にか忘れん」と申し上げた。そして思うがままの思則潮溢之瓊（おもえばしおみちのたま）・思則潮涸之瓊（おもえばしおひのたま）をそのに副（そ）えて奉進（たてまつ）りて「皇孫八重の隈（くま）を隔（へだ）つといえどもねがわくは時に復た相い憶（おも）いて棄て置くこと勿（なか）れ」と言って、そして、「この鉤を以ちて汝が兄にあたう時に、則ち貧鉤（まぢち）・滅鉤（ほろびのち）・落薄鉤（おとろえのち）ととなえ、言い訖（おわ）りて後手（しりえで）に投げ棄てあたえ、以ちて向（むか）いて授くること勿（なか）れ。若し兄、忿怒（いかり）を起こして、賊害（そこな）わん心有らば、則ち潮溢瓊（しおみちのたま）を出だし以ちて之を漂溺（おぼお）せ、若し危苦（なや）まんに至りて愍（あわれみ）を求（こ）わば、則ち潮涸瓊を出だして以ちて之を救え。如此（かく）逼（せ）め惱ませば、自ずからまさに臣伏（したが）わん」と教えた、とある。
そこで彦火火出見尊その玉と釣針を受け取り本宮（もとつみや）帰って来て、一（もはら）海神の教えた通りにまずその釣針を兄に渡したが、兄は怒って受け取らなかった。そこで弟が潮溢瓊を出だせば潮が大いに満ち兄は自ずと没み溺れて、「我まさに汝に事（つか）えて奴僕（やっこ）とならん。願わくは救い活かすこと垂れたまえ」と懇願した。弟が潮涸瓊を出すと潮は自然と引き、兄は元の状態に戻った。そうしたところ、兄は前言を改め、「我はこれ汝が兄なり。如何（いかに）ぞ人の兄として弟に事えんや」と言った。弟はそこで溢瓊を出した。兄はこれを見て高い山に逃げ登ったが、潮は山もまた沈めた。兄は高い樹に登るが、潮は樹もまた沈めた。兄は途（みち）に窮（きわま）り逃げ去る所無く、罪に伏して、「我、過（あやま）りつ。今より以往（ゆくさき）、吾が子・孫の八十連屬（やそつづき）、つねにまさに汝が俳人（わざひと）とならん。あるいは、『狗人（いぬひと）』と。請う哀みたまえ」と言った。弟が涸瓊を出すと潮は自然と引いた。そこで兄は弟に神々しい徳があることを知り、ついにその弟に伏い事えた。こういう訳で、火酢芹命（ほのすせり）の苗裔（すえ）（末裔）の諸（もろもろ）の隼人等、今に至るまで天皇（すめらみこと）の宮墻（みやかき）（宮の垣根）の傍（もと）を離れず、代（よよ）に吠ゆる狗（いぬ）（番犬）して事え奉っているのである、とある。

#### 一書（三）
兄の火酢芹命よく海幸を得たので海幸彦と呼ばれ、弟の彦火火出見尊よく山幸を得たので山幸彦と呼ばれた。兄は風雨のたびにその道具を失ったが、弟は風雨であってもその道具をなくさなかった。ある時、兄が弟に、「我、試（こころみ）に汝と幸換えんと欲う」ともち掛け弟も承知して交換した。そこで兄は弟の弓矢を持ち、山で獣を狩り、弟は兄の釣針を持ち、海で魚を釣るも、共に獲物を得られず、空手（むなで）で帰る。兄は弟の弓矢を返し、己が釣針を求むるも、その時、弟はすでに釣針を海中に失いて、探し出すことできず。そこで、別（こと）に新しい釣針を千（ちぢ）作って渡したが、兄は怒り受け取らず、元の釣針を急責した。〜中略〜
浜辺で低（うなだ）れ愁え吟っていた弟は、川雁（かわかり）が罠にかかって困厄（たしな）むのをみて憐れみ、解きて放ち去ると、しばらくして塩土老翁が現れ、無目堅間の小舟を作り、火火出見尊を乗せて海の中へと推し出した。すると自然（おのずから）に沈み、たちまち良い可怜御路（うましみち）に出くわした。そこで流れのままに進むと、海神の宮に辿り着く。すると、海神が自ら延（ひ）き入れて、多くの海驢（アシカ）の皮を八重に敷きその上に坐（いま）さしめる。兼ねて饌（みあえ）百（もも）机を設け（さらに多くの品々を載せた机を用意し）主人（あるじ）としての礼を尽くす。
そして、「天神の孫、何を以ちてか辱く臨（いでまし）つる」あるいは、「頃（このごろ）我が子来て語りて曰く、『天孫（あめみま）海濱（うみへた）に憂え居すといえども、未だ虚（いつわり）まことを審（し）らず』と。蓋（けだ）し之れ有るか」と従容（おもむろ）に尋ねた。彦火火出見尊は事情を全て話した。そして住留まり、海神の子の豊玉姫を妻とし、睦まじく篤愛（にたしみ）、そして三年が経った、という。
彦火火出見尊が帰ることとなり、海神が鯛女を召してその口を探れば、釣針を得る。そこでその釣針を彦火火出見尊に進（たてまつ）る。「これを以ちて汝が兄にあたえん時に、乃ち言出して、『大鉤（おおち）、踉鉤（すすのみぢ）、貧鉤（まぢち）、癡鉤（うるけぢ）』と曰うべし。　言い訖りて、則ち後手に投げ賜うべし」と教えそれを返却する。そして鰐魚（わに）を召し集（つど）えて、「天神の孫、今まさに還り去らんとす。等（いましたち）幾日の内に、以ちて致し奉らん」と尋ねると、様々な鰐魚が、それぞれの体長に応じてその日数を申し出た。その中に一尋鰐魚（ひとひろわに）がいて、自ら、「兄、高田を作らば、汝は窪田（くぼた）を作るべし。　兄、窪田を作らば、汝は高田を作るべし」と教えた。　海神、誠を盡（つく）して助け奉ること此の如し。　そこで彦火火出見尊、帰って来たり、一（もはら）に海神の教えに遵（したが）いて、依りて行と、後に火酢芹命は日を以ちてやつれて「我すでに貧（まづ）し」と憂えて言う。果てには弟に伏（したが）った。弟が潮満瓊を出すと、兄は手を上げて溺れ困しみ、反対に潮涸瓊を出すと元に戻る、という。
これより前、豊玉姫は天孫に、「妾、すでに有娠めり。天孫の御子を、豈（あに）海中に産むべけんや。故、まさに産む時に、必ず君がもとにゆかん。如し我が為に海邊に屋を造り、以ちて相い待たば、これ望む所なり」と申し上げた。そこで彦火火出見尊は郷に帰ると、鵜の羽以ちて屋根を葺き産屋を作るが、屋根を未だ葺き合えぬうちに、豊玉姫が大亀に乗り、女弟の玉依姫を連れ、海を照らしながらやって来た。すでに臨月（はらみのつき）を迎え、産む期（とき）方（まさ）に急りいた。そこで葺き合うるを待たずにただちに入り、天孫に、「妾、方に産むときに、請う、臨（み）ること勿（なか）れ」と従容に語った。天孫が内心その言葉を怪しみて、ひそかにと覗うと、八尋の大き鰐に姿を変えていた。しかも、天孫が私の屏（かき）を視るを知りて深く恥じ、恨みを抱いた。すでに子が生まれた後、天孫が訪れて、「御子の名を何（いか）になづけば可（よ）けん」と尋ねると、「彦波瀲武盧茲草葺不合尊となづくべし」と言い訖りて、海を渉りただちに去ってしまう。そこで彦火火出見は歌を詠んだ。
飫企都鄧利　軻茂豆勾志磨爾　和我謂禰志　伊茂播和素邏珥　譽能據鄧馭登母（沖つ鳥鴨著く嶋に　我が率寝し妹は忘らじ　世の尽も）※意味【鴨の寄り着く島で、我が床を共にした妻は、決して忘れぬだろう、我世ある限り。】
または、彦火火出見尊は婦人（おみな）を募り、乳母（ちおも）・湯母（ゆおも）・飯嚼（いいかみ）及び湯坐（ゆえひと）とし、すべて諸部（もろとものお）備行（そなわ）りて養（ひだ）し奉る。その時、代わりに他の婦人の乳によって皇子を養した。
　この後、豊玉姫はその子が端正（うるわ）きことを聞いて、大いに憐れみの心を重ね、また帰って養したいと欲うが、義（ことわり）に於（お）きて可（よ）からず。そこで女弟の玉依姫を遣わして、養しに行かせた。その時、豊玉姫は玉依姫に託して報歌（かえしうた）を奉った。
阿軻娜磨廼　比訶利播阿利登　比鄧播伊珮耐　企弭我譽贈比志　多輔妬勾阿利計利　（赤玉の　光はありと　人は言へど　君が装し　貴くありけり）※意味【紅き玉は輝けると　人々は申しますが、貴方の姿はそれにも増して　壮麗に思います。】とある。

#### 一書（四）
ここで彦火火出見尊は火折尊（ほのおり）と呼ばれ、塩筒老翁と出会うまでは一書（三）に類似した記述がある。続いて老翁「また憂（うれ）うることなかれ。我、まさにこれを計らん」。計りて曰く、「海神が乗れる駿（すぐれ）たる馬は、八尋鰐なり。これその鰭背（はた）を竪（た）てて橘之小戸（たちばなのおど）に在り。あれまさに彼の者と共に策（はか）らん」と言った。そして火折尊と共に見に行った。
この時に、鰐魚（わに）策（はか）りて「我は八日（やか）の以後（のち）に、まさに天孫を海宮に致すべし。唯（ただ）し我が王（きみ）の駿）れたる馬は一尋鰐魚なり。これまさに一日（ひとひ）の内に、必ず致し奉らん。故、今、我帰りて王をして出で来さしむ。宜しく彼に乗りて海に入るべし。海に入る時に、海の中に自ずから可怜小汀有り。其の汀の隨（まにま）に進まば、必ず我が王の宮に至る。宮の門の井の上に、まさに湯津杜樹有るべし。宜しくその樹の上に就（ゆ）きて居（いま）すべし」。言ってすぐ海に入り去った。　そこで天孫は鰐の言う通りに待ち留まり、待って八日になった。しばらくして一尋鰐魚がやって来たので、乗って海に入る。そのどれも以前の鰐の教えに従いおこなった。
すると豊玉姫の侍者いて、玉鋺を持ち、まさに井の水を汲まんとする時に人の影の水底に在るを見て、酌（く）み取る事が出来ず、そこで天孫を仰ぎ見た。即ちに戻り、王に「あれは我が王（きみ）を独り能く絶（すぐ）れて麗しとおもうに、今、一客（ひとりのまろうど）有り。かれまた遠く勝（まさ）れり」と報告した。　海神それを聞いて「試（に之を察（み）ん」と言う。そりて三床（みつのゆか）を設（ま）けて請い入れた。　ここに天孫は、ほとりの床にそのふたつの足を拭い、中の床にそのふたつの手を押え、内の床には眞床覆衾（まどこおふすま）の上に寛（あぐ）み坐した（ゆったりと座った）。海神これを見て、天神の孫と知り得た。　益（ますます）崇敬（あがめうやまう）ことを加う、とある。　〜中略〜
海神は赤女（赤鯛）・口女（鯔魚・なよし）を召して尋ねると、口女が口より釣針を出だして奉る。時に海神、釣針を彦火火出見尊【何故がここだけ彦火火出見尊となる】に授け「兄に鉤を還す時に、天孫則ちまさに『汝が生子（うみのこ）八十連屬（やそつづき）の裔（すえ）に、貧鉤（まぢち）・狹狹貧鉤（ささまぢち）』と言い、言い訖りて三たび唾下（は）きて之をあたうべし。又、兄が海に入りて釣りする時に、天孫は宜しく海濱（うみへた）に在りて、以ちて風招（かざおき）作（な）すべし。風招、即ち嘯（うそぶき）なり。如此（かく）なせば則ち吾は瀛風（おきつかぜ）・邊風（へつかぜ）を起こして、奔（はや）き波を以ちて溺（おぼ）し惱まさん」と教えた。火折尊帰り来たりて具（つぶさ）に海神の教えに遵う。　
兄が釣りをする日になり、弟は浜辺で嘯く。迅風がたちまち起こり、兄は即座に溺れ苦しみ、助かる見込みもなかった。そこで遠くにいる弟に「汝、久しく海原に居（いま）しき。必ず善き術（すべ）有らん。願わくは救いたまえ。若（も）し我活（い）くれば、我が生子（うみのこ）八十連（やそつづき）に、汝の垣（かき）の邊（へ）を離れず、まさに俳優の民とならん」と請い出た。それを聞いた弟は嘯（うそぶ）くこと停めた。さすれば風もまたすぐに息（や）む。兄は弟が神徳を得たのを知り、自ずと伏（したが）わんと欲った。ところが弟はおもほてり有り（怒の表情のまま）て、あい言わず（口をきかない）。そこで兄は、著犢鼻（たふさぎ）して、赤土（そほに）を以ちて掌（たなうら）に塗り、面（おも）に塗りて、弟に「我、身を汚すことかくの如し。永く汝が俳優者（わざおさひと）とならん」告げた。そして足をあげ踏み行き、その溺れ苦しむ状（かたち）を示した。初め潮が足に浸した時に足占（あしうら）をなし、膝に至る時に足をあげ、股に至る時に走り廻（めぐ）り、腰に至る時に則ち腰を捫（もち）い、腋（わき）に至る時に則ち手を胸に置き、頸（くび）に至る時に則ち手をあげ飄掌（たひろかす）（ひらひらさせた）。
これより先に、豊玉姫が出で来てまさに産（こうむ）時に、皇孫（に請いて曰く、〜中略〜皇孫従わず。豊玉姫、大きに恨み「妾が言を用いず、我に屈辱（はぢみ）せつ。故、今より以往（ゆくさき）、妾が奴婢（つかいひと）君がもとに至れば、また放ち還すことなかれ。君が奴婢（つかいひと）妾がもとに至らば、また、還すことなし」いって、真床覆衾と萱でその子を包んで渚に置くと、海に入り去った。
あるいは御子を波瀲（なぎさ）に置ではなく、豊玉姫命自から抱きて去っていったと、久しくして「天孫の御子をこの海中に置くは宜（よろ）しからず」と言って玉依姫に抱かせて送り出した、とある。　初め豊玉姫は別れ去る時に、恨みの言（こと）口にした。その為火折尊はそう会えないと知り、歌を贈ること有り。それは上（かみ）に見ゆ、とあり一書（三）の異伝に見える内容である。